# Христифор Црниловић
Христифор Црниловић - Кица (Власотинце, 8. фебруар 1886 — Власотинце, 5. јул 1963) је био српски сликар, истраживач традиционалне културе и колекционар.

## Биографија
Био је један од 1300 каплара у Првом светском рату. Био је интелектуалац који је својим идејама модерне уметности настојао Србију приближити Европи, а да истовремено европској јавности укаже на своју земљу, њену културно-историјску баштину. Црниловић је био познати сликар свога времена. Био је запажен на париском Салону 1923. Као педагог, привео је уметничком позиву двојицу великих српских сликара: Предрага Пеђу Милосављевића и Александра Томашевића.
Бавио се етнографијом и позната је његова етно збирка, која је данас изложена у Манаковој кући у Београду. Та етно збирка садржи народне ношње и накит централно балканског подручја из 19. и првих деценија 20. века.
Написао је једном приликом својој сестри Зори: „Кад се тако много намучим, као ово неколико дана, помислим што не умрем да се не мучим до краја живота. Ако ето, имам неки циљ пред собом то се поред тога удубим у то и заборавим(...). Не доликује то човеку који је седам година учествовао у најљућим ратовима(...). Морам да издржим до краја и ово што ми је судбина доделила спокојно и мирно као Христос...“
И издржао је до краја да после Другог светског рата, као највећи сиромах у социјалној беди, дочека биолошки крај у свом граду, Власотинцу. Црниловић, кога су знали као Кица у Власотинцу, својим делом задужио је српски народ и родно Власотинце.

## Галерија
- Дело „Портрет жене на плавој позадини” настало око 1930. године. Део је збирке Историје уметности Народног музеја у Лесковцу